# Sterna trudeaui
Sterna trudeaui là một loài chim trong họ Laridae.
Loài chim này được tìm thấy trong Argentina, phía đông nam Brazil, Chile, Paraguay và Uruguay, và là một loài lang thang trong quần đảo Falkland.
Môi trường sống của chúng là đầm lầy, biển nông, và đầm lầy thủy triều. Loài này được nhà nghiên cứu chim người Mỹ John James Audubon mô tả năm 1838. Ông đã được bạn ông J. Trudeau gửi một mẫu của Louisiana, người đã tìm thấy một số của bầy chim nhạn trên vịnh Great Egg Harbor, New Jersey. Audubon đặt tên loài chim này để vinh danh ông.